# بدون هیچ راهنمایی
«بدون هیچ راهنمایی» (به انگلیسی: No Guidance) ترانه‌ای از خوانندهٔ آمریکایی کریس براون به‌همراهٔ رپر کانادایی دریک می‌باشد که در ۸ ژوئن سال ۲۰۱۹ به‌عنوان چهارمین تک‌آهنگ از نهمین آلبوم استودیویی براون تحت عنوان ایندیگو (۲۰۱۹) منتشر گردید. این ترانه توسط براون، دریک، ویلوس و نیجا چارلز نوشته و توسط وینیلز، جی-لوئیس، تدی والتون و تهیه‌کنندهٔ کانادایی ۴۰ تهیه شده‌است.